# Blood-Rooted
Blood-Rooted es un álbum recopilatorio lanzado en junio de 1997 por la banda de Thrash metal Sepultura. El Disco presenta B-sides, grabaciones inéditas y en vivo de la banda desde 1985 hasta 1997. Es también el último álbum con el guitarrista, vocalista y fundador de banda Max Cavalera, quien dejó la banda en diciembre de 1996.

## Canciones
Todas las canciones por Sepultura excepto las versiones
1. “Procreation (of the Wicked)” – 3:38 (Celtic Frost cover)
2. “Inhuman Nature” – 3:10 (Final Conflict cover)
3. "Polícia" – 1:46 (Titãs cover)
4. “War” – 6:38 (Bob Marley cover)
5. “Crucificados Pelo Sistema” – 1:03 (Ratos de Porão cover)
6. “Symptom of the Universe” – 4:14 (Black Sabbath cover)
7. “Mine” – 6:20 (con Mike Patton)
8. “Lookaway (con Mike Patton), Jonathan Davis (Master Vibe Mix)” – 5:35
9. “Dusted (Demo Version)” – 4:26
10. “Roots Bloody Roots (Demo Version)” – 3:30
11. “Drug Me” – 1:53 (Dead Kennedys cover)
12. “Refuse / Resist (Live)” – 3:50
13. “Slave New World (Live)” – 3:05
14. “Propaganda (Live)” – 3:25
15. “Beneath the Remains / Escape to the Void (Live)” – 3:48
16. “Kaiowas (Live)” – 2:18
17. “Clenched Fist (Live)” – 3:37
18. “Biotech Is Godzilla (Live)” – 2:07

## Créditos
- Max Cavalera - Voz, Guitarra rítmica
- Andreas Kisser - guitarra líder, coros, Co-vocalista en Policía
- Paulo Jr. - Bajo
- Igor Cavalera - Batería